# 이두

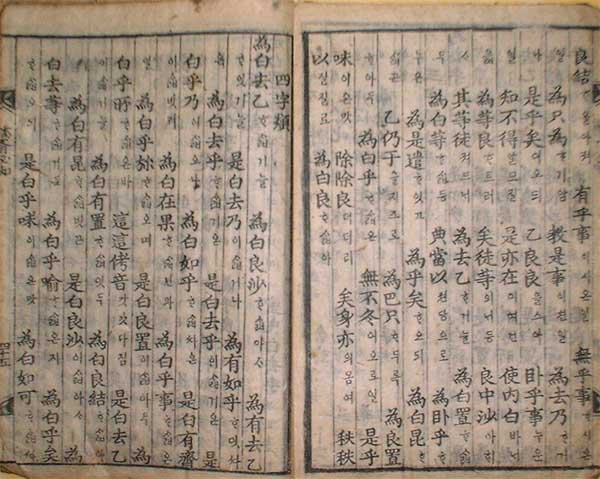
이두 개설서인 《유서필지》

이두(吏讀, 문화어: 리두)는 한자에 의한 한국어 표기법의 한 가지이다. '이투(吏套, 문화어: 리투)', '이서(吏書)', ‘이도(吏道·吏刀)’, ‘이토(吏吐)’라고도 불린다. 신라시대부터 시작하여 19세기 말까지 사용되었다. 고대 한국어를 분석하기 위한 자료의 하나이다.

## 개요
광의의 이두는 구결, 향찰 등을 포함하여 한자를 빌려 이뤄진 한국어 표기법 전체를 가리킨다. 협의의 이두는 이두문에 나타나는 한국어의 한자 표기를 이른다. 이두문이란 이서(吏胥)들이 행정 문서를 작성할 때 사용한 한자 표기의 산문을 이르는데 같은 문체로 쓰인 민간의 글도 이두문이라 부른다. 여기서는 협의의 이두에 관해 언급한다.
이두의 성립 시기는 명확하지 않지만 신라시대에 시작하여 남북국 시대에 확립된 것으로 추정된다. 문헌 자료에는 신라의 설총이 이두를 만들었다는 기술이 나오지만 진평왕 때의 서동요나 진흥왕의 순수비문에 쓰인 것이 있어 설총이 창작한 것은 아니고 집대성한 것으로 보인다. 일찍이 5세기부터 고구려에서는 한문을 한국어 어순으로 재배치하거나, ‘之’자를 문장의 종결어미로 사용했다. 고구려와 백제에서는 6세기 말 이후 차자 표기법 (이두)이 정체 또는 퇴조하였고, 신라에서는 반대로 6세기 말부터 7세기로 접어들면서 표기법상의 큰 발전을 이루었다.
한편 유독 신라에서만 이두가 발전한 이유에 대해서는 많은 시각이 있다. 국어학계 일각에서는 무열왕이 즉위한 7세기 중반까지 당나라의 서신에 쓰인 한문을 해석할 수 있는 지식인이 드물었다는 <삼국사기>의 서술을 두고, “고구려나 백제에 비해 한자를 100여 년 늦게 도입한 신라는 상대적으로 한문 이해력이 떨어졌기 때문에 자국어 표기를 발전시킨 것”이라는 주장이 있다. 반면 역사학계는 다른 시각이 제기되고 있는데, 2016년 윤선태 교수는 "오랫동안 구두 전달 위주로 행정 명령을 내린 신라의 특수성이 한자 도입 이후 문서에도 반영돼, 구어체를 살릴 수 있는 이두 개발로 이어졌다"고 주장하며, 월성 해자 목간 등에서 발견되는 이두의 내용과 어휘를 보면 일상적인 구두 전달 체계를 자세히 표현하고 있다고 설명했다.

## 표기법
이두문에서는 명사, 동사 어간 등 단어의 실질적 부분에서 주로 한자어가 사용되고, 조사(助詞)나 어미(語尾) 등 문법적 부분에서 주로 이두가 사용되었다.(명사, 동사 부분에서 이두가 사용되는 경우도 있음) 한반도에서는 한자를 도입한 뒤에 한동안은 정규 한문만 사용되었다고 추측되는데, 그 후 한국어 어순에 맞춰 글을 쓴 서기체(誓記體)와 같은 의사한문(擬似漢文)이 나타난다. 이두는 이와 같이 한국어 어순으로 쓰인 의사한문에 문법적 요소가 더 보완되어 성립된 것으로 추정된다.
이두는 한자의 음(音)과 훈(訓)을 이용하여 한국어를 표기하는데, 한자 독법은 옛날부터 있는 관습적인 독법이 내려와 있다. 그 중에는 중세 한국어와도 다른 독특한 것도 있다. 예) 처격 ‘良中(-아ᄒᆡ)’에 대해 중세국어 ‘-애/-에’
아래는 양잠경험촬요(養蠶經驗撮要, 1415년)에 나타나는 이두의 예이다.(밑줄이 이두 부분)
| 한 문    | 蠶陽物大惡水故食而不飮                                       |
| 이두문   | 蠶段陽物是乎等用良水氣乙厭却桑葉叱分喫破爲遣飮水不冬         |
| 한글표기 | 蠶ᄯᆞᆫ 陽物이온ᄃᆞ로ᄡᅥ 水氣ᄅᆞᆯ 厭却 桑葉ᄲᅮᆫ 喫破ᄒᆞ고 飮水안ᄃᆞᆯ     |
| 현대어   | 누에는 양물로써 물기를 싫어해 뽕잎만 먹고 물을 마시지 않는다 |

## 낱말의 예
- 件記(발기) : 발긔. 궁중에서 자주 쓰이던 말로 물건의 목록, 일람표
- 刀子(칼자) : 숙수(熟手), 관청에서 일하는 요리사
- 召史(조이) : 일반 상민의 아내, 결혼한 양인 여자 (양반의 아내를 지칭하는데는 사용하지 않음)
- 斗洛只(마지기) : 씨 한 말을 뿌릴 만한 땅 ( 升洛只:되지기, 洽洛只:홉지기 )
- 侤音(다짐) : 죄인의 공술서. 범죄 사실을 추궁당한 뒤 자기의 진술이 사실임을 못박고, 만일 허위로 드러나면 벌을 받겠다는 진술서
- 內人(나인) : 궁궐에서 일하는 여인

## 같이 보기
- 구결
- 향찰
- 군두목
- 이문대사

## 참고 문헌
- 남풍현(2000) “吏讀研究”, 태학사
- 李基文(1998) “新訂版國語史概説”, 태학사
- 小倉進平(1929; 1974) ‘鄕歌及び吏讀の硏究’, “小倉進平博士著作集(一)”, 京都大学国文学会
- 안길정, 관아를 통해서 본 조선시대 생활사 하권 53쪽, 2000년, 사계절